# Abtei Marcheroux

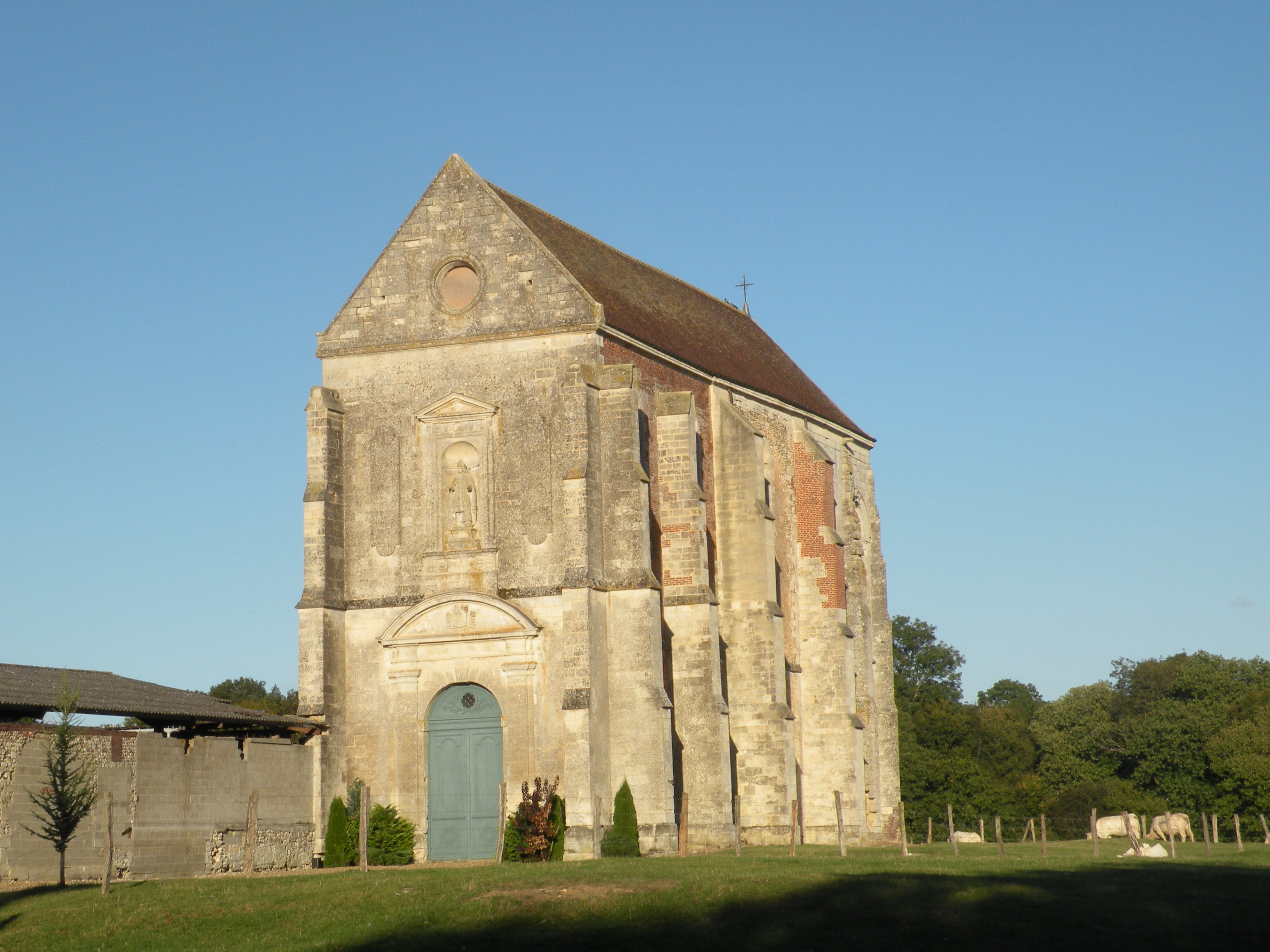
Kloster Marcheroux

Die Abtei Marcheroux (Saint-Nicolas-de-Marcheroux; Marchasium Radulphi) ist eine ehemalige Prämonstratenserabtei in der Gemeinde Beaumont-les-Nonains südlich von Beauvais in der Picardie in Frankreich. Die Anlage ist seit 1995 als Monument historique eingetragen.

## Geschichte
Im Jahr 1122 richtete Ulric, Gefährte des hl. Norbert von Xanten, des Gründers des Prämonstratenserordens, in Jouy-la-Grange eine Gemeinschaft ein, die sich Saint-Nicolas-en-Thelle nannte. Im Jahr 1145 stiftete der Grundherr Ansculphe de Sénots im knapp fünf Kilometer entfernten Marcheroux Land, auf das die Abtei kurze Zeit später verlegt wurde. Im Jahr 1147 bestätigte Papst Eugen III. die Stiftung. Das Kloster wurde der Abtei Saint-Josse de Dommartin in Tortefontaine (heute im Département Pas-de-Calais) unterstellt. Ansculphe de Sénots stiftete gleichzeitig den Hof Beaumont, an dem ein Nonnenkloster entstand.
Von Marcheroux ging gegen 1180 die Gründung des Tochterklosters Abbecourt (Notre-Dame d’Abbecourt; Alba Curia) im heutigen Département Yvelines aus. Marcheroux gelangte nie zu Reichtümern und erlitt mehrfach Zerstörungen und Plünderungen. 1536 wurde eine neue Abteikirche geweiht. Diese stürzte 1615 ein.
Im 17. Jahrhundert schloss sich die Abtei einer Kongregation an, die die ursprüngliche Strenge des Ordens wiederherstellen wollte. 1727 fiel sie in Kommende. Zur Zeit der Französischen Revolution waren nur mehr sieben Mönche verblieben. 1791 wurde das Kloster aufgehoben und seine Güter wurden verkauft. Im 19. Jahrhundert wurde die Abteikirche, deren Gewölbe zerstört wurden, als Scheune genutzt.

## Bauten und Anlage

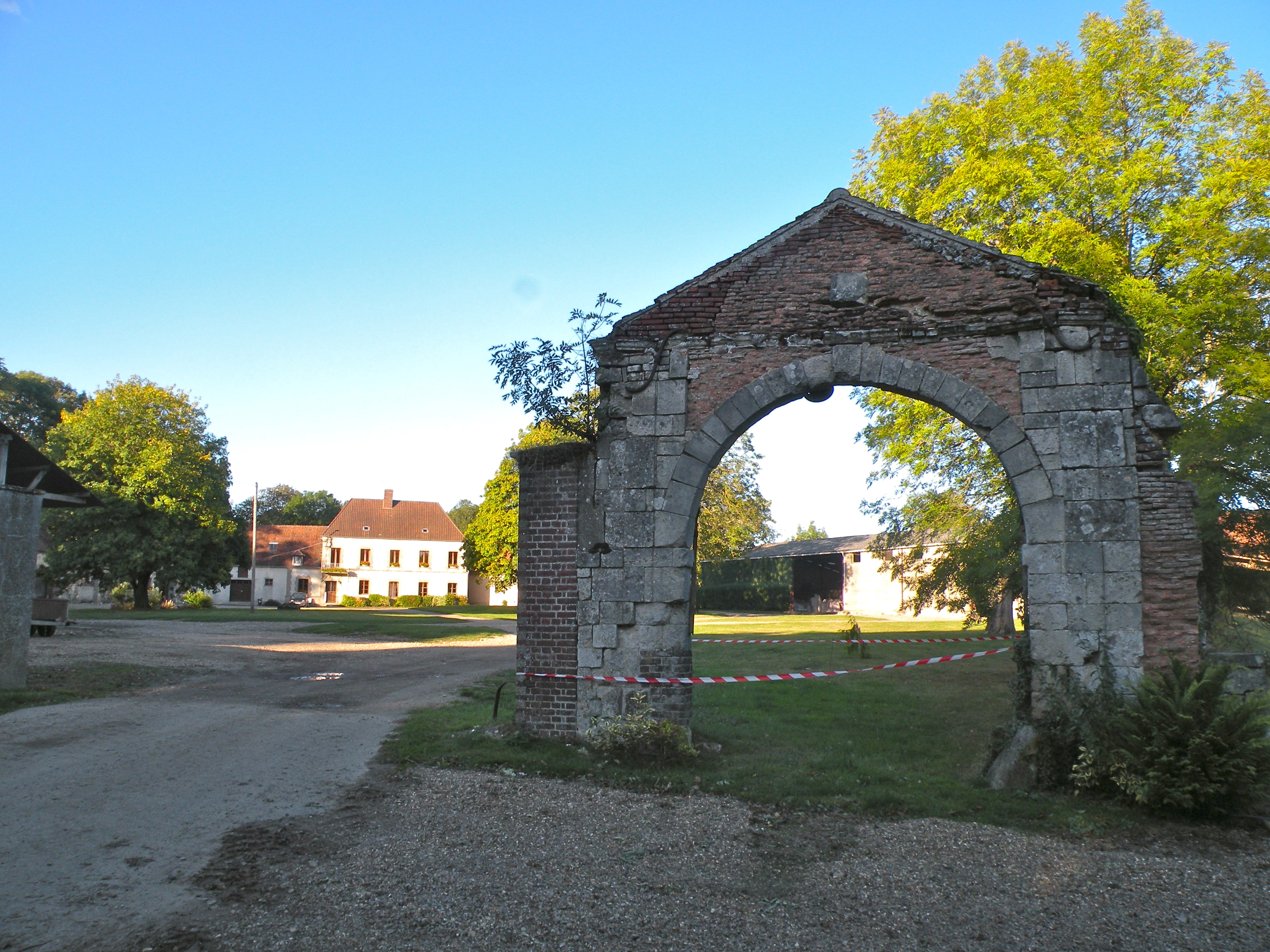
Das Portal des Klosters

Die Abteikirche bewahrt einen Teil des Chors und die Apsiden aus dem 13. Jahrhundert. Langhaus und Fassade stammen von dem Bau aus dem Jahr 1710. Aufrecht stehen das Konventsgebäude aus dem 17. Jahrhundert und das Portal aus dem 18. Jahrhundert.
Teile der Einrichtung und Ausstattung der Abteikirche sind in Kirchen der Umgebung gelangt, so in die Pfarrkirchen von La Houssoye und Montjavoult.